# Гильман, Михаил Яковлевич
Михаил Яковлевич Гильман (17 января 1894, Омск, Омская губерния, Российская империя — 31 декабря 1956, Москва, СССР) — советский архитектор в области строительства библиотечных зданий.

## Биография
Родился 17 января 1894 года в Омске. В 1916 году поступил на архитектурный факультет Томского технологического института (ныне — Томский политехнический университет), который он окончил в 1921 году и получил специальность архитектора. С детства мечтал связать свою жизнь с библиотековедением и стать библиотекарем, но родители захотели, чтобы тот стал архитектором. Он согласился, но при одном условии — работать в области построек библиотечных зданий и реконструкции старых зданий, а также построек клубных зданий. Сначала работал в Николаеве, затем — в Москве. В 1930 году начал работать в МГБИ на архитектурном факультете и будучи преподавателем разработал и вёл специальный курс Строительство и оборудование библиотек. Работал он там вплоть до 1951 года, при этом в годы ВОВ он являлся деканом библиотечного факультета. С 1951 по 1953 год работал в ГБЛ. В конце 1930-х годов спроектировал библиомобиль, чуть позже на его основе был спроектирован библиобус.
Скончался 31 декабря 1956 года в Москве в канун Нового Года. Идеи заложенные им постепенно реализуют его последователи при строительстве новых зданий библиотек.

## Научные работы
Основные научные работы посвящены проблемам строительства, оборудования и планирования библиотечных помещений. Автор ряда учебных пособий по архитектуре библиотечного дела.

## Проектная деятельность
Нарисовал ряд проектов библиотечных зданий для областей, городов и сёл. Некоторые его проекты были выведены на международный уровень — были показаны на Международной выставке в Париже. Также являлся разработчиком библиотечного оборудования для сельских, городских и районных библиотек.